# Charles de Lannoy
Charles de Lannoy, francoski general, * 1487, † 23. september 1527, Neapelj.
Služil je tako Maksimilijanu I. in Karlu V. Za zasluge je bil imenovan za guvernerja Tournaija (1521), za podkralja Neaplja (1522), za vrhovnega poveljnika cesarskih armad v Italiji (1523) in za grofa Lannoyja (1526).
1. 1 2  Ланнуа, Карл // Военная энциклопедия — Sankt Peterburg.: Иван Дмитриевич Сытин, 1914. — Т. 14. — С. 498.
2. ↑  data.bnf.fr: platforma za odprte podatke — 2011.